# سام روزا
سام روزا (بالإنجليزية: Sam Rosa)‏ هو صحفي أسترالي، ولد في 31 يناير 1866 في مرليبون في المملكة المتحدة، وتوفي في 25 مايو 1940.